# Republiek Hongarije (1946-1949)
De Tweede Hongaarse Republiek, officieel de Republiek Hongarije (Hongaars: Magyar Köztársaság), was een parlementaire republiek die duurde van 1946 tot 1949. De republiek werd op 1 februari 1946 opgericht als opvolger van het Koninkrijk Hongarije en werd na de aanname van een nieuwe grondwet op 20 augustus 1949 weer opgeheven en vervangen door de Volksrepubliek Hongarije.